# Бобровка (нижний приток Ирбита)
Бобровка — река в Свердловской области России, нижний левый приток Ирбита. Длина реки составляет 70 км, площадь водосбора — 1150 км².
Название реки связано с наличием здесь в прошлом обиталищ бобров. В XVII—XVIII веках река называлась Нагибина Бобровка.

## Течение
Река берёт начало к северо-западу от села Сарафаново. Высота истока — более 145 м над уровнем моря. Протекает по северной части Артёмовского городского округа и в Ирбитском районе впадает в Ирбит к востоку от села Скородумское. Высота устья — 69 м над уровнем моря.

## Населённые пункты
Протекает через населённые пункты:
- Артёмовский городской округ: Сарафаново, Кострома (нежилая), Лебёдкино, Антоново;[7][3]
- Ирбитский район: Неустроева, Осинцевское, Ретнева, Скородумское[7][5].

## Притоки
(указано расстояние от устья)
- Чернушка — 4,9 км по правому берегу[8]
- Боровая — 29 км по правому берегу[9]
- Бичур — 35 км по левому берегу
- Булнаш — 48 км по левому берегу
- Шогриш — 59 км по правому берегу

## Данные водного реестра
По данным государственного водного реестра России относится к Иртышскому бассейновому округу, водохозяйственный участок реки — Ница от слияния рек Реж и Нейва и до устья, речной подбассейн реки — Тобол. Речной бассейн реки — Иртыш.
Код объекта в государственном водном реестре — 14010501912111200007101.